# Stadsstrand
Een stadsstrand is een aangelegd strand in een stad. Het is hierbij de bedoeling om de stad meer uitstraling te geven en om de bewoners van een stad van een strand te kunnen voorzien, zonder dat ze hiervoor de stad hoeven te verlaten. Stadsstranden zijn redelijk nieuw, maar komen al veelvuldig voor in veel steden, waaronder Amsterdam en Parijs.
Een strand aan de oever van een meer of rivier in een stad is vaak gericht op sport en recreatie in de natuur. Als er horeca aanwezig is gaat het vaak om de vervulling van primaire behoeftes: een snackbar met friet of vis.
In tegenstelling tot zo'n strand in de stad gaat het bij een echt stadsstrand niet om een zo natuurlijk mogelijke setting, maar eerder om genieten, zonnen, mode, flaneren, culinaire hapjes en drankjes, etc. Soms is bij zo'n stadsstrand geen water aanwezig, of geen zand, is zwemmen niet toegestaan.
Zo’n stadsstrand kan ook worden aangelegd op vergeten of in onbruik geraakte stukken van de stad, dan wel niet aan het water.

## Nederlandse stadsstranden
- Alkmaar
  - Stadsstrand De Kade
- Amsterdam
  - Amsterdam Plage (Silodam)
  - Stadsstrand Blijburg (IJburg)

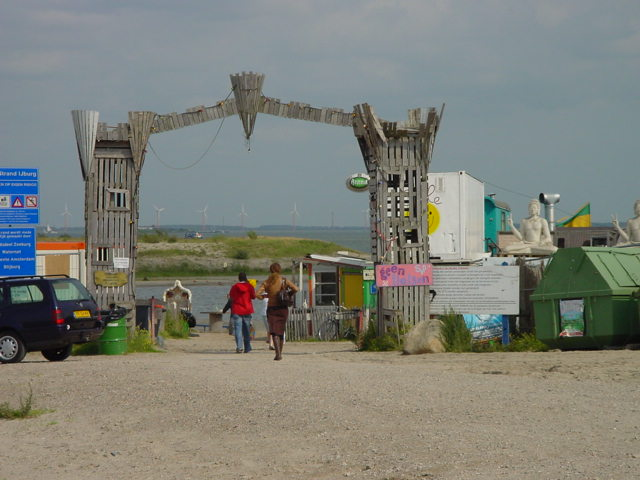
Stadsstrand Blijburg

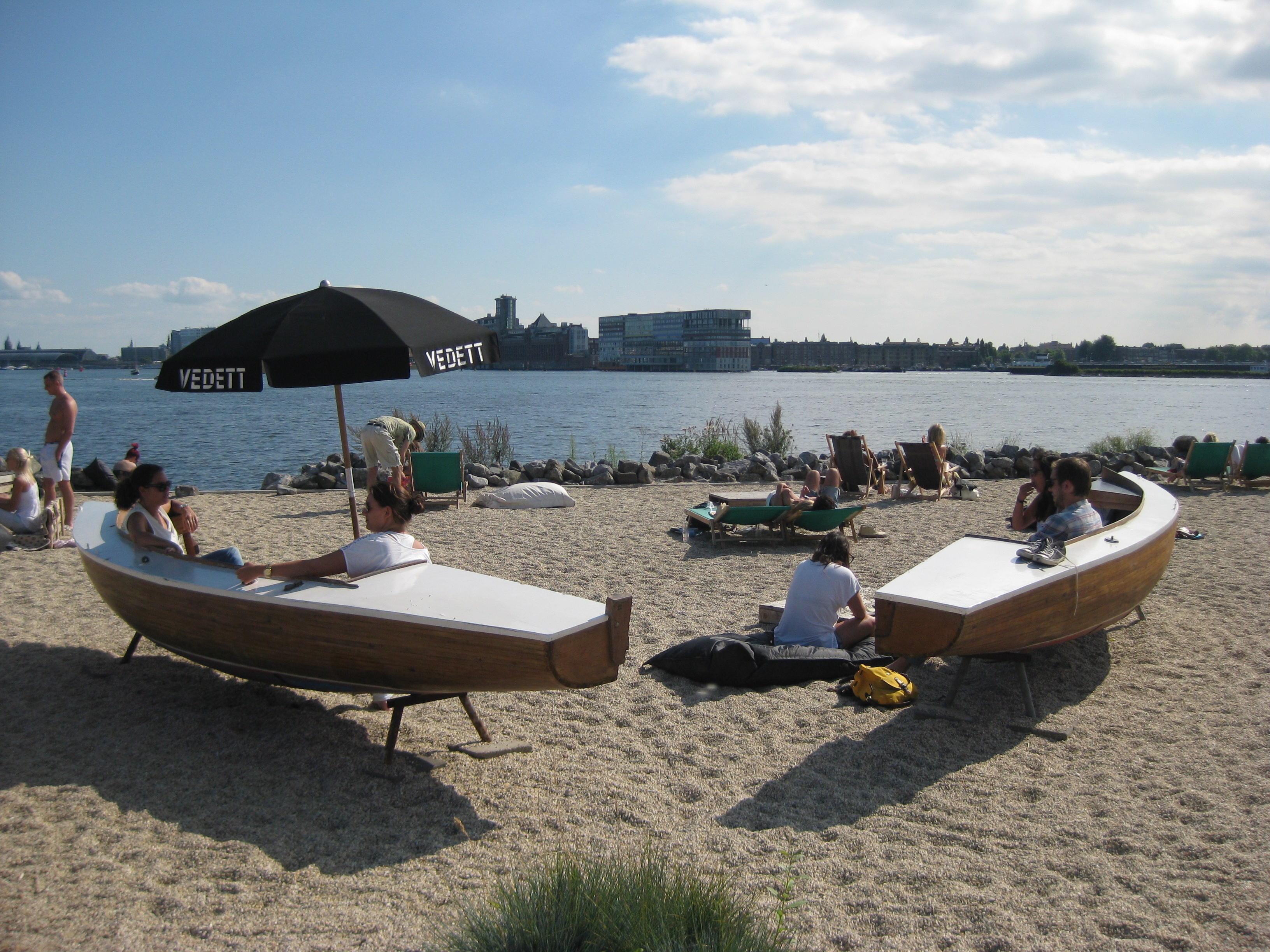
Stadsstrand Noord

  - Stadsstrand Sloterplas (Slotermeer)
  - Stadsstrand West (Houthaven)
  - Stadsstrand Zuid (Beatrixpark)
  - Strand aan de Gaasperplas
  - Stadsstrand Noord (NDSM-terrein)
  - Strand Kaap op Zeeburgereiland
- Arnhem
  - Stadsstrand City Beach (Rijnkade)
  - Stadsstrand Rose's South Beach (zuid. Rijnoever / Stadsblokken)
- Breda
  - Belcrum Beach
- Deventer
  - Meadow
- Groningen
  - Stadsstrand Groningen
- Haarlem
  - Stadsstrand De Oerkap
- Heerhugowaard
  - Strand van Luna
- Maastricht
  - Stads Strand Maastricht
- Nijmegen
  - Stadsstrand Zomerkwartier (oude Honigfabriek)
  - Stadsstrand aan de Waal (Lent)
- Rotterdam
  - Strand aan de Maas
- Tilburg
  - Stadsstrand (Piushaven)
- Utrecht
  - Strand Oog in Al
  - U Beach bij de Jaarbeurs
- Venlo
  - Venlo aan Zee, aan de Maaskade, (Venlo)
  - Blerick aan Zee (Blerick)
- Zoetermeer
  - Noord-Aa Strand
  - Dutch Water Dreams-strand

## Belgische stadsstranden
- Brussel
  - Brussel Bad (zwemmen niet toegestaan)
- Antwerpen
  - Strantwerpen (zwemmen niet toegestaan)
- Gent
  - DOKstrand

## Franse stadsstranden
- Parijs
  - Paris Plages (zand tijdelijk aanwezig, en zwemmen is niet de bedoeling)